# Frithjof Benjamin Schenk
Frithjof Benjamin Schenk (* 1970 in Stuttgart) ist ein deutscher Historiker. Er lehrt seit 2011 als Professor für Osteuropäische Geschichte an der Universität Basel.
Frithjof Benjamin Schenk studierte von 1991 bis 1998 Ost- und Südosteuropäische Geschichte, Neuere Geschichte und Volkswirtschaftslehre an den Universitäten Marburg, St. Petersburg und Berlin. 2002 wurde er an der FU Berlin mit der von Klaus Zernack und Étienne François betreuten Arbeit Aleksandr Nevskij im russischen kulturellen Gedächtnis. Geschichtsbilder und Konzepte kollektiver Identität 1263–2000 zum Dr. phil. promoviert. 
Von 2003 bis 2009 war er wissenschaftlicher Assistent und von 2009 bis 2010 wissenschaftlicher Mitarbeiter und Dilthey-Fellow der Volkswagen-Stiftung an der Abteilung für Geschichte Ost- und Südosteuropas der Universität München. Dort habilitierte er sich im November 2010 mit der Schrift Russlands Fahrt in die Moderne. Mobilität und sozialer Raum im Eisenbahnzeitalter. 
Von 2011 bis 2015 war er Extraordinarius (Associate Professor) für Osteuropäische Geschichte und Neuere Allgemeine Geschichte an der Universität Basel. Seit 2015 ist er Full Professor für Osteuropäische Geschichte und Neuere Allgemeine Geschichte am Departement Geschichte der Universität Basel.

## Schriften (Auswahl)
- „Russland von ferne oder aus der Nähe ansehen ist immer noch zweierlei.“ Das Zarenreich 1906 bis 1907 in den Briefen des Schweizer Hauslehrers Alfred Gysin. Christoph Merian Verlag, Basel 2021.
- Russlands Fahrt in die Moderne. Mobilität und sozialer Raum im Eisenbahnzeitalter. Steiner, Stuttgart 2014.
- Aleksandr Nevskij. Heiliger – Fürst – Nationalheld. Eine Erinnerungsfigur im russischen kulturellen Gedächtnis (1263–2000). Böhlau, Köln usw. 2004 (Diss. FU Berlin).